# イオン福島店
イオン福島店（イオンふくしまてん）は、福島県福島市南矢野目に所在し、イオングループの企業であるイオン東北株式会社が運営・管理するショッピングセンター。
マイカルグループの企業、マイカル東北が運営していた福島サティを前身とする。

## 概要

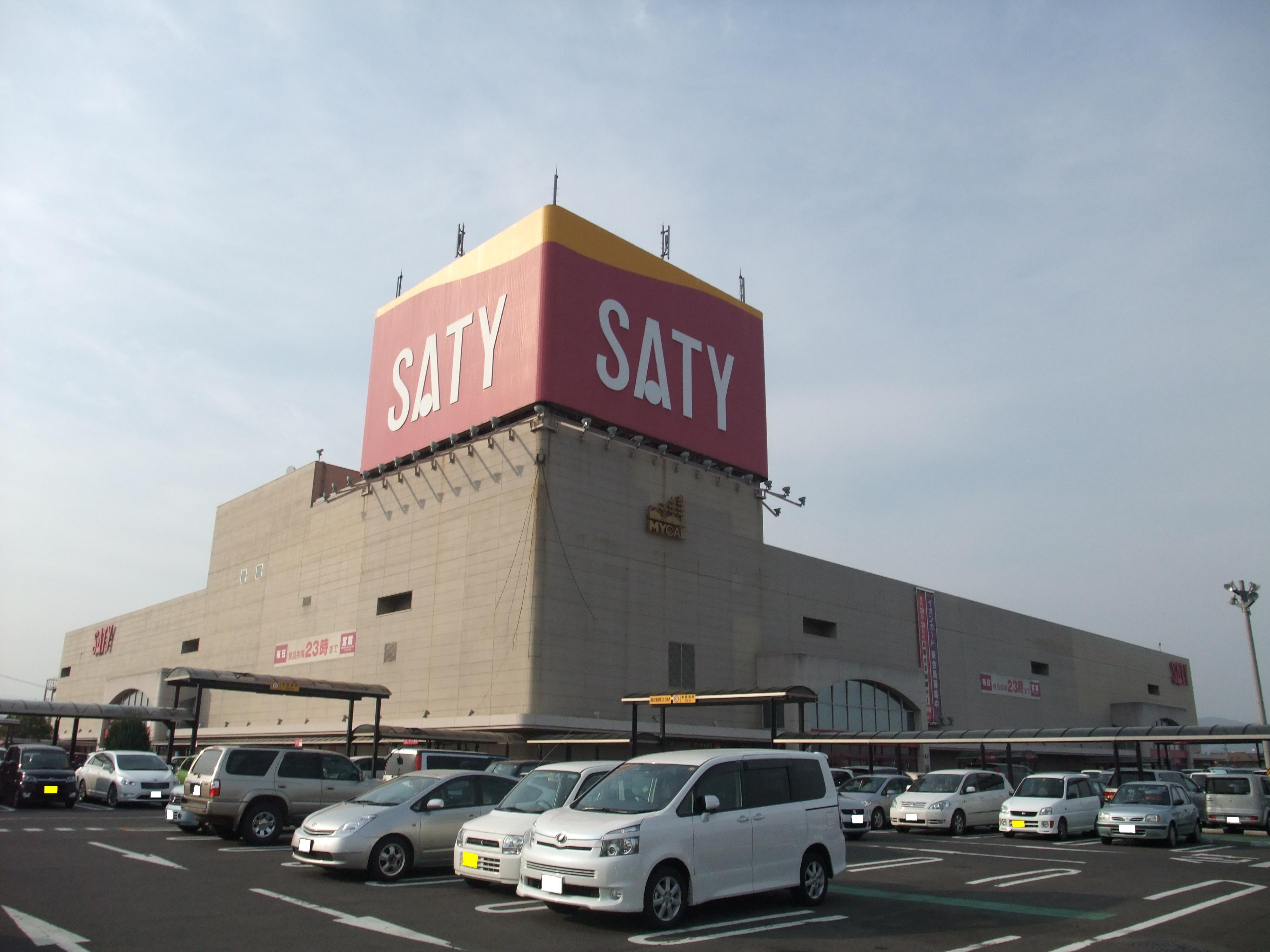
福島サティ時代の外観（2009年）

### 福島サティ時代
かつて福島市内でのマイカル（ニチイ）グループの店舗は、ニチイと提携し傘下に入った山田百貨店（ダックシティ山田→福島ビブレ）、1978年（昭和53年）3月に開店した東北ニチイ（後のマイカル東北）経営のNマート福島店（福島市御山三本松、元はボウリング場「山田Vボウル」だった）、Nマート飯坂店 が存在していた。
福島西道路に面した福島市南矢野目の福島北土地区画整理事業区内に、1998年（平成10年）1月に福島サティが起工。1998年（平成10年）10月9日、に福島県内5店舗目のマイカル東北経営のサティとして開業。1998年10月時点では、会津サティ、原町サティ、いわきサティ、須賀川サティ（マイカル福島運営）があった。 
福島サティ開業にあたり、Nマート福島店は1998年1月に閉店した。また、Nマート飯坂店は1998年1月時点ですでに閉店していた。
店舗面積約21,862m2（うち直営店舗面積約12,500m2）、延べ床面積約34,043m2。
福島サティは開業以来マイカル東北が運営していたが、2001年（平成13年）9月1日、マイカルに営業譲渡されて本体直営店の一つとなった。

#### 福島ビブレ
なお、福島サティが開業した年の1998年（平成10年）3月1日には、福島ビブレが栄町の平和ビルから曽根田ショッピングセンター内に移転。同じマイカルグループのダックビブレが運営していたが、マイカル本体の経営破綻のあおりを受けて経営破綻した。その後、髙島屋の支援を受けて再建しマイカルグループから離脱。店舗はさくら野百貨店福島店として営業を続けていたが、2005年（平成17年）3月に閉店した。元々入居していたワーナー・マイカル・シネマズ福島（後のイオンシネマ福島）以外のフロアは空きテナントになっていたが、2010年11月25日にダイユーエイトが出店し、MAX福島店としてオープンした。

### イオン福島店
その後、マイカルがイオンリテールへ吸収合併されたことに伴い、店名を2011年（平成23年）3月1日からイオン福島店に改称した。
イオン改称に伴い看板の付け替え作業を行っていたが、イオン改称から10日後の同年3月11日に東日本大震災（東北地方太平洋沖地震）が発生。福島市は震度6弱を観測し工事用具などが落下した。さらに翌3月12日には福島第一原子力発電所事故が発生。イオン移行後の2011年3月1日から6月下旬頃まで、入口の欄間看板などを除き「SATY」の塔屋看板や壁看板の「MYCAL」ロゴを掲げたままの状態が続いた。6月下旬頃に「AEON」に付け替えが完了。同じ東北地方の元サティ店舗でも、看板付け替え作業などに影響が出ており、イオンへの店名変更以降でも看板付け替えが間に合わなかった店舗が相当数あった。
2020年（令和2年）3月1日には、運営会社がイオンリテールからイオン東北へ移管された。

## 沿革
- 1998年10月9日 - マイカル東北運営の「福島サティ」として開店。福島県内第5号店[6]。サティ業態としては福島県内最後の出店となる。
- 2001年9月1日 - 運営がマイカル東北からマイカル本社へ移管[8]。福島県内では会津サティ（2009年6月閉店）やいわきサティ（現・イオンいわき店）などとともに店舗譲渡され、マイカル直営店舗になる[8]。
- 2009年6月1日 - この日から福島県内のほとんどのスーパーでレジ袋有料化が実施され、食料品売場でのレジ袋の無料配布を中止する。
- 2011年3月1日 - GMS事業の再編に伴い、マイカルはイオンリテールに吸収合併され、「イオン福島店」へ店名変更[9]。
- 2020年3月1日 - 店舗の管理・運営および食品売場をイオンリテールからイオン東北へ移管[10]。
- 2021年
  - 9月1日 - イオン東北とイオンリテール東北事業本部の統合に伴い、「イオン福島店」衣料、住居余暇、H&BC各売場をイオン東北に移管[11]。
  - 9月17日 - 1階食品売場のリニューアルを実施し、県内初のレジゴーサービスを導入[12]。

## フロア概要

### イオン福島店
核店舗のイオン福島店と約59の専門店で構成される。
| 階  | フロア概要                                             |
| --- | ------------------------------------------------------ |
| R階 | 屋上駐車場                                             |
| 3階 | 子供ファッション・肌着、ホビー・住まいと暮らしのフロア |
| 2階 | 婦人・紳士ファッション、服飾雑貨のフロア               |
| 1階 | 総合食料品・飲食、化粧品・ファッションのフロア         |

### 福島サティ時代
| 階  | フロア概要                                                   |
| --- | ------------------------------------------------------------ |
| R階 | 屋上駐車場                                                   |
| 3階 | 子供ファッション・肌着、ホビー・家庭電器のフロア、SATYホール |
| 2階 | 婦人・紳士ファッション、服飾雑貨のフロア                     |
| 1階 | 総合食料品・飲食、住まいと暮らしのフロア                     |

※福島サティ開店当初のフロア構成。

## 主なテナント
1階
- コムサイズム（ファミリー）
- anyFAM anySiS（ファミリー・雑貨）
- エステール（宝石）
- マクドナルド（ファストフード）
- ミスタードーナツ（ドーナツ）
- レパコ (REPACO GARDEN) イオン福島店[13] - 福島市に本社を置く洋菓子店・株式会社レパコの店舗[14]。
- チャンスセンター（宝くじ）

フードコート内
- 幸楽苑 （ラーメン）- イオン福島店の真向かいにも矢野目店が存在する。
- すき家（牛丼）※閉業
- はなまるうどん（うどん）
- サーティワンアイスクリーム（アイス）

2階
- ハニーズ（レディス）
- ラスコリナス（レディス）
- Lips（カジュアル）
- illusie300（300円ショップ）

3階
- セリア（100円ショップ）
- バンダレコード（CD・DVD）
- くまざわ書店 - 過去には「いけだ書店」が出店していた。
- モーリーファンタジー（アミューズメント）

※テナント情報は2022年5月時点
出店テナント全店の一覧詳細情報、営業時間およびATMを設置している金融機関の詳細は公式サイトを参照。
また、イオン福島専門店街公式サイトでもショップやフロア情報を掲載している。

## アクセス
国道13号 福島西道路沿いに位置している。

### バス
- 福島交通バス - 福島駅東口8番乗り場
  - 「御山経由 イオン福島行き」乗車、所要時間約20分。「イオン福島店」停留所下車、徒歩約1～2分。停留所は西道路側から入った通称「イオン通り」沿いにある。
  - 「福島北警察署経由 五月乙女団地行き」乗車、所要時間約15分。「原田東」停留所下車、徒歩約4～5分。停留所は国道13号線「西道路入口」交差点の北側にある。

### 鉄道
- 福島交通飯坂線 - 笹谷駅及び上松川駅から徒歩約23分
- JR東北本線 - 東福島駅から徒歩約34分

### 自動車
- 東北自動車道 - 福島飯坂ICより約5分
- 東北中央自動車道 - 福島大笹生ICより約15分

### 駐車場
当施設の駐車場は、1,414台利用可能である。
| 施設駐車場         | 駐車台数 | 駐車可能時間 | 備考         |
| ------------------ | -------- | ------------ | ------------ |
| 店舗周辺平面駐車場 | 486      | 7:30 - 22:30 | 高さ制限2.3m |
| 屋上駐車場         | 282      | 8:00 - 21:00 | 高さ制限2.3m |
| P１・P２駐車場     | 646      | 7:30 - 21:30 |              |

## 周辺
- 福島市立矢野目小学校
- スーパースポーツゼビオ 福島矢野目店
- 福島信用金庫北支店